# Köşeyolu, Pazaryolu
Köşeyolu là một xã thuộc huyện Pazaryolu, tỉnh Erzurum, Thổ Nhĩ Kỳ. Dân số thời điểm năm 2011 là 60 người.